# کیرون کهیر
کیرون خر (انگلیسی: Kirron Kher؛ زادهٔ ۱۴ ژوئن ۱۹۵۵) هنرپیشه و سیاست‌مدار اهل کشور هند است. او از تاریخ مه ۲۰۱۴ عضو مجلس هندوستان است. این بازیگر معتقد به دین سیک است.

## قسمتی از فیلمشناسی
- ۱۹۹۵ کاران آرجون
- ۱۹۹۶ سرداری بگم
- ۲۰۰۰ خانم صاحب‌خانه
- ۲۰۰۲ مطرود
- ۲۰۰۲ دوداس
- ۲۰۰۴ ویر-زارا
- ۲۰۰۴ من اکنون اینجایم
- ۲۰۰۶ هرگز نگو خداحافظ
- ۲۰۰۷ بستگان
- ۲۰۰۷ ام شنتی ام
- ۲۰۰۸ سینگ شاه است
- ۲۰۰۹ عشق لعنتی
- ۲۰۰۹ قربانی
- ۲۰۱۰ ما همدیگر را خواهیم دید
- ۲۰۱۰ تکرار زندگی

## جوایز
- وی همچنین برنده جوایزی همچون جوایز فیلم‌فیر شده است.